# Герцогство Святого Сави
Герцогство Святого Сави (сербохорв. Vojvodstvo Svetog Save, серб. Војводство Светог Саве, лат. Ducatus Sancti Sabae) — південно-слов'янське середньовічне герцогство, яке існувало у XV столітті в Герцеговинському регіоні сучасної Боснії і Герцеговини, засноване Стефаном Вукчичем Косача в 1435 році. Її правителі були вихідцями з династії Косачів.

## Історія
20 січня 1448 року Стефан Вукшич послав Фрідріху III повідомлення, під яким підписався «Герцог Святого Сави, правитель Захум'я і Примор'я» а також зажадав, щоб боснійський король визнав цей титул, таким чином, князівство стало відоме як Герцеговина («земля Герцога»).
15 лютого 1448 року Стефан Вукшич Косача підписав договір з Альфонсо V, королем Арагону. За цим договором Герцогство Святого Савви потрапляло в васальну залежність від Арагона, натомість отримавши військову допомогу в боротьбі проти Османською імперією, Венеції та боснійського короля з герцогом Іванішею Павловичем.
Стефан Вукшич помер в 1466 році і Владислав Герцегович Косача (1427—1489) успадкував від батька титул герцога Святого Сави, Влатко Герцегович Косача (1426—1489), молодший син Стефана правив Нижньою Влахією і Герцег-Нові.
У 1469 році Владислав Герцегович Косача визнав себе турецькими васалом. Владислав Герцегович Косача брав участь у походах проти феодалів, які не бажали коритися загарбникам. Пізніше Владислав сам відмовився платити данину туркам.
Після того як у 1483 році османи на чолі з Герсеклі Ахмед-пашею (1459—1517) (молодший брат Владислава Герцеговича Косача, котрий перейшов у іслам), захопили Херцег-Новий, останній оплот Косача, Владислав з Владко утекли спочатку до Рагузької республіки а потім на підконтрольний венеційцям острів Раб, де незабаром Владко помер. Владислав ж перебрався в Угорщину, його син носив титул «герцог Святого Сави» тільки номінально.
Османською імперією була створена в цій області адміністративна одиниця — Герцеговинський санджак. У складі Османської імперії землі герцогства були перейменовані в Герцеговину (Землі Герцога) і виділені в окремий санджак у складі Боснійського пашалика.
Герцог є угорський дворянський титул, походженням від німецької назви. Це еквівалентно латинському «dux», англійському «герцог».